# Hendrik Rijkens
Hendrik Rijkens (1993) es un deportista alemán que compitió en natación, en la modalidad de aguas abiertas. Ganó una medalla de plata en el Campeonato Europeo de Natación en Aguas Abiertas de 2011, en la prueba de equipo mixto.

## Palmarés internacional
| Campeonato Europeo | Campeonato Europeo | Campeonato Europeo | Campeonato Europeo |
| Año                | Lugar              | Medalla            | Prueba             |
| ------------------ | ------------------ | ------------------ | ------------------ |
| 2011               | Eilat (Israel)     | Medalla de plata   | Equipo mixto       |